# Maria Rzepnikowska
Maria Rzepnikowska (ur. 18 listopada 1953 w Łodzi, zm. 3 stycznia 2021) – polska biegły rewident, specjalistka z zakresu rachunkowości, była członkini zarządu Deloitte w Polsce, pierwsza przedstawicielka Polski w zarządzie Federacji Europejskich Ekspertów Rachunkowości (FEE).

## Wykształcenie
Maria Rzepnikowska była absolwentką Wydziału Ekonomiczno-Socjologicznego (kierunek Informatyka i Cybernetyka Ekonomiczna) Uniwersytetu Łódzkiego. Ukończyła także Podyplomowe Studium Finansów i Rachunkowości na Uniwersytecie Łódzkim oraz kurs dla biegłych rewidentów. Studia ekonomiczne na Wydziale Ekonomiczno–Socjologicznym Uniwersytetu Łódzkiego ukończyła w 1976 r.

## Praca zawodowa
Po studiach rozpoczęła pracę zawodową, w początkowym okresie jako informatyk-programista, a następnie w służbach finansowo–księgowych łódzkich firm. W latach 1976–1982 pracowała jako projektant systemów informatycznych w OEiOPL „EKORNO“ w Łodzi, następnie przez cztery lata była głównym specjalistą ds. Rachunkowości w dużym przedsiębiorstwie przemysłu skórzanego i – kolejno, po dwa lata – głównym księgowym w przedsiębiorstwie zagranicznym, wiceprezesem ds. Finansowych w PP „SPIN“ oraz wykładowcą rachunkowości na Uniwersytecie Łódzkim. W 1991 r. rozpoczęła działalność audytorską w firmie Providium, założonej wspólnie z łódzkimi biegłymi rewidentami. W latach 1992–1994 zajmowała stanowisko wiceprezesa Zarządu „PROVIDUM“ SA, a następnie przez rok zajmowała samodzielne stanowisko ds. metodologii w tejże spółce. W 1996 r. firma Providum SA połączyła swoją działalność audytorską z firmą międzynarodową Deloitte & Touche Audyt Services sp. z o.o. Maria Rzepnikowska była partnerem odpowiedzialnym za usługi audytorskie i usługi z zakresu rachunkowości w firmie Deloitte, w której pełniła także funkcję prezesa zarządu oraz Chairmana.
Ponadto Maria Rzepnikowska była Członkiem Rady Fundacji im. Lesława A. Pagi.

## Działalność ekspercka
W latach 1992–1995 była Członkiem Zarządu Regionalnego Oddziału Krajowej Izby Biegłych Rewidentów. Pełniła funkcję Wiceprezesa KIBR. Zasiadała również w Komisji Nadzoru Audytowego.
Maria Rzepnikowska współpracowała w tworzeniu 4 i 7 Dyrektywy UE. Wcześniej brała udział w pracach nad 43 Dyrektywą UE. Współpracowała również z Sejmową Komisją ds. Finansów. Występowała w instytucjach rządowych jako ekspert z dziedziny rachunkowości dla zespołów przygotowujących lub opiniujących zmiany w przepisach prawa.
W 2014 roku została pierwszym przedstawicielem Polski w zarządzie Fédération des Experts-comptables Européens – FEE, gdzie reprezentowała Krajową Izbę Biegłych Rewidentów.

## Wybrane publikacje
Była autorem i współautorem publikacji z zakresu rachunkowości. Wśród nich:
- Przepływy środków pieniężnych : poradnik w zakresie metodologii i techniki sporządzania sprawozdań, Fundacja Rozwoju Rachunkowości w Polsce, Warszawa 1995, ISBN 83-86543-21-3
- Komentarz do Znowelizowanej Ustawy o Rachunkowości, Fundacja Rozwoju Rachunkowości w Polsce, Warszawa 2002, ISBN 83-86543-44-2

## Wyróżnienia
W 2015 roku Maria Rzepnikowska uznana została przez Gazetę Finansową za jedną z 25 Najcenniejszych Kobiet w Biznesie.